# Chile en la Copa América 2004
La selección de Chile fue uno de los 12 equipos participantes en la Copa América 2004. Dicho torneo se desarrolló en Perú, entre el 6 de julio hasta el 25 de julio de 2004.
Chile fue ubicado en el grupo C, junto a Brasil, Costa Rica y Paraguay.

## Enfrentamientos previos
| 1 de junio de 2004 19:00 (UTC-4) | Venezuela | 0:1 (0:0) | Chile       | Estadio Polideportivo de Pueblo Nuevo, San Cristóbal      |                                                           |
|                                  |           | Reporte   | Pinilla 83' | Asistencia: 23.040 espectadores Árbitro(s): Carlos Torres | Asistencia: 23.040 espectadores Árbitro(s): Carlos Torres |

| 6 de junio de 2004 21:30 (UTC-4) | Chile            | 1:1 (0:1) | Brasil           | Estadio Nacional de Chile, Santiago de Chile                 |                                                              |
|                                  | Navia 89' (pen.) | Reporte   | Luís Fabiano 16' | Asistencia: 62.503 espectadores Árbitro(s): Horacio Elizondo | Asistencia: 62.503 espectadores Árbitro(s): Horacio Elizondo |

## Plantel
| #  | Nombre              | Posición      | Edad          | Club                      |
| -- | ------------------- | ------------- | ------------- | ------------------------- |
| 1  | Claudio Bravo       | Portero       | 21            | Colo-Colo                 |
| 2  | Cristián Álvarez    | Defensa       | 24            | Universidad Católica      |
| 3  | Luis Fuentes        | Defensa       | 32            | Cobreloa                  |
| 4  | Rodrigo Pérez       | Defensa       | 30            | Cobreloa                  |
| 5  | Miguel Ramírez      | Defensa       | 34            | Colo-Colo                 |
| 6  | Clarence Acuña      | Mediocampista | 29            | Rosario Central           |
| 7  | Rodrigo Valenzuela  | Mediocampista | 28            | América                   |
| 8  | Rodrigo Millar      | Mediocampista | 22            | Huachipato                |
| 9  | Sebastián González  | Delantero     | 25            | Atlante                   |
| 10 | Luis Jiménez        | Mediocampista | 20            | Ternana                   |
| 11 | Mark González       | Mediocampista | 20            | Universidad Católica      |
| 12 | Alex Varas          | Portero       | 28            | Santiago Wanderers        |
| 13 | Ismael Fuentes      | Defensa       | 22            | Rangers                   |
| 14 | Moisés Villarroel   | Mediocampista | 28            | Colo-Colo                 |
| 15 | Héctor Mancilla     | Delantero     | 23            | Huachipato                |
| 16 | Jonathan Cisternas  | Mediocampista | 24            | Cobreloa                  |
| 17 | Milovan Mirosevic   | Mediocampista | 24            | Racing Club               |
| 18 | Rodrigo Meléndez    | Mediocampista | 26            | Quilmes                   |
| 19 | Rafael Olarra       | Defensa       | 26            | Independiente             |
| 20 | Mauricio Aros       | Mediocampista | 28            | Huachipato                |
| 21 | Luis Pedro Figueroa | Mediocampista | 21            | Universidad de Concepción |
| 22 | Patricio Galaz      | Delantero     | 27            | Cobreloa                  |
| DT | Juvenal Olmos       | Juvenal Olmos | Juvenal Olmos | Juvenal Olmos             |

Los siguientes jugadores no fueron incluidos en la lista de los 22 seleccionados para disputar la Copa América, pero si estuvieron considerados en la lista preliminar de 28 jugadores. Fueron descartados:
- Claudio Maldonado, Nelson Tapia y David Henríquez por automarginación.
- Marco Olea y Mauricio Pinilla por lesión.
- Gonzalo Fierro por decisión técnica.

## Participación
| Pos. | Equipo     | Pts. | PJ | PG | PE | PP | GF | GC | Dif. |
| ---- | ---------- | ---- | -- | -- | -- | -- | -- | -- | ---- |
| 1.º  | Paraguay   | 7    | 3  | 2  | 1  | 0  | 4  | 2  | 2    |
| 2.º  | Brasil     | 6    | 3  | 2  | 0  | 1  | 6  | 3  | 3    |
| 3.º  | Costa Rica | 3    | 3  | 1  | 0  | 2  | 3  | 6  | −3   |
| 4.º  | Chile      | 1    | 3  | 0  | 1  | 2  | 2  | 4  | −2   |

|  | Clasificados a la Segunda Fase                                 |
|  | Clasificado a la Segunda Fase como uno de los mejores terceros |

#### Brasil vs Chile
| 1     | POR   | Júlio César             |     |
| 2     | DEF   | Mancini                 | 80' |
| 3     | DEF   | Luisão                  |     |
| 4     | DEF   | Juan                    |     |
| 6     | DEF   | Gustavo Nery            |     |
| 5     | MED   | Renato                  |     |
| 16    | MED   | Dudu Cearense           | 63' |
| 10    | MED   | Alex                    |     |
| 11    | MED   | Edu                     |     |
| 9     | DEL   | Luís Fabiano            |     |
| 7     | DEL   | Adriano                 | 63' |
| D. T. | D. T. | Carlos Alberto Parreira |     |

| 12    | POR   | Álex Varas         |     |
| 14    | DEF   | Moisés Villarroel  |     |
| 3     | DEF   | Luis Fuentes       |     |
| 19    | DEF   | Rafael Olarra      |     |
| 4     | DEF   | Rodrigo Pérez      |     |
| 6     | MED   | Clarence Acuña     |     |
| 18    | MED   | Rodrigo Meléndez   |     |
| 7     | MED   | Rodrigo Valenzuela |     |
| 16    | MED   | Jonatan Cisternas  | 46' |
| 17    | DEL   | Milovan Mirosevic  | 85' |
| 9     | DEL   | Sebastián González | 66' |
| D. T. | D. T. | Juvenal Olmos      |     |

| 19 | MED | Diego            | 63' |
| 21 | DEL | Ricardo Oliveira | 63' |
| 13 | DEF | Maicon           | 80' |

| 10 | MED | Luis Jiménez    | 46' |
| 15 | DEL | Héctor Mancilla | 66' |
| 22 | DEL | Patricio Galaz  | 85' |

| 89' | Luís Fabiano | 1:0 |

| 22' · 49' · 65' · 86' · 89' | Juan Júlio César Mancini Diego Edu |

| 17' · 38' · 65' · 82' | Moisés Villarroel Jonatan Cisternas Luis Fuentes Rodrigo Meléndez |

| Principal  | Marco Antonio Rodríguez |
| Asistentes | Winston Reátegui        |
|            | Freddy Viltty           |
| Cuarto     | René Ortubé             |

| 1     | POR   | Júlio César             |     |
| 2     | DEF   | Mancini                 | 80' |
| 3     | DEF   | Luisão                  |     |
| 4     | DEF   | Juan                    |     |
| 6     | DEF   | Gustavo Nery            |     |
| 5     | MED   | Renato                  |     |
| 16    | MED   | Dudu Cearense           | 63' |
| 10    | MED   | Alex                    |     |
| 11    | MED   | Edu                     |     |
| 9     | DEL   | Luís Fabiano            |     |
| 7     | DEL   | Adriano                 | 63' |
| D. T. | D. T. | Carlos Alberto Parreira |     |

| 12    | POR   | Álex Varas         |     |
| 14    | DEF   | Moisés Villarroel  |     |
| 3     | DEF   | Luis Fuentes       |     |
| 19    | DEF   | Rafael Olarra      |     |
| 4     | DEF   | Rodrigo Pérez      |     |
| 6     | MED   | Clarence Acuña     |     |
| 18    | MED   | Rodrigo Meléndez   |     |
| 7     | MED   | Rodrigo Valenzuela |     |
| 16    | MED   | Jonatan Cisternas  | 46' |
| 17    | DEL   | Milovan Mirosevic  | 85' |
| 9     | DEL   | Sebastián González | 66' |
| D. T. | D. T. | Juvenal Olmos      |     |

| 19 | MED | Diego            | 63' |
| 21 | DEL | Ricardo Oliveira | 63' |
| 13 | DEF | Maicon           | 80' |

| 10 | MED | Luis Jiménez    | 46' |
| 15 | DEL | Héctor Mancilla | 66' |
| 22 | DEL | Patricio Galaz  | 85' |

| 89' | Luís Fabiano | 1:0 |

| 22' · 49' · 65' · 86' · 89' | Juan Júlio César Mancini Diego Edu |

| 17' · 38' · 65' · 82' | Moisés Villarroel Jonatan Cisternas Luis Fuentes Rodrigo Meléndez |

| Principal  | Marco Antonio Rodríguez |
| Asistentes | Winston Reátegui        |
|            | Freddy Viltty           |
| Cuarto     | René Ortubé             |

| 1     | POR   | Júlio César             |     |
| 2     | DEF   | Mancini                 | 80' |
| 3     | DEF   | Luisão                  |     |
| 4     | DEF   | Juan                    |     |
| 6     | DEF   | Gustavo Nery            |     |
| 5     | MED   | Renato                  |     |
| 16    | MED   | Dudu Cearense           | 63' |
| 10    | MED   | Alex                    |     |
| 11    | MED   | Edu                     |     |
| 9     | DEL   | Luís Fabiano            |     |
| 7     | DEL   | Adriano                 | 63' |
| D. T. | D. T. | Carlos Alberto Parreira |     |

| 12    | POR   | Álex Varas         |     |
| 14    | DEF   | Moisés Villarroel  |     |
| 3     | DEF   | Luis Fuentes       |     |
| 19    | DEF   | Rafael Olarra      |     |
| 4     | DEF   | Rodrigo Pérez      |     |
| 6     | MED   | Clarence Acuña     |     |
| 18    | MED   | Rodrigo Meléndez   |     |
| 7     | MED   | Rodrigo Valenzuela |     |
| 16    | MED   | Jonatan Cisternas  | 46' |
| 17    | DEL   | Milovan Mirosevic  | 85' |
| 9     | DEL   | Sebastián González | 66' |
| D. T. | D. T. | Juvenal Olmos      |     |

| 19 | MED | Diego            | 63' |
| 21 | DEL | Ricardo Oliveira | 63' |
| 13 | DEF | Maicon           | 80' |

| 10 | MED | Luis Jiménez    | 46' |
| 15 | DEL | Héctor Mancilla | 66' |
| 22 | DEL | Patricio Galaz  | 85' |

| 89' | Luís Fabiano | 1:0 |

| 22' · 49' · 65' · 86' · 89' | Juan Júlio César Mancini Diego Edu |

| 17' · 38' · 65' · 82' | Moisés Villarroel Jonatan Cisternas Luis Fuentes Rodrigo Meléndez |

| Principal  | Marco Antonio Rodríguez |
| Asistentes | Winston Reátegui        |
|            | Freddy Viltty           |
| Cuarto     | René Ortubé             |

| 1     | POR   | Júlio César             |     |
| 2     | DEF   | Mancini                 | 80' |
| 3     | DEF   | Luisão                  |     |
| 4     | DEF   | Juan                    |     |
| 6     | DEF   | Gustavo Nery            |     |
| 5     | MED   | Renato                  |     |
| 16    | MED   | Dudu Cearense           | 63' |
| 10    | MED   | Alex                    |     |
| 11    | MED   | Edu                     |     |
| 9     | DEL   | Luís Fabiano            |     |
| 7     | DEL   | Adriano                 | 63' |
| D. T. | D. T. | Carlos Alberto Parreira |     |

| 12    | POR   | Álex Varas         |     |
| 14    | DEF   | Moisés Villarroel  |     |
| 3     | DEF   | Luis Fuentes       |     |
| 19    | DEF   | Rafael Olarra      |     |
| 4     | DEF   | Rodrigo Pérez      |     |
| 6     | MED   | Clarence Acuña     |     |
| 18    | MED   | Rodrigo Meléndez   |     |
| 7     | MED   | Rodrigo Valenzuela |     |
| 16    | MED   | Jonatan Cisternas  | 46' |
| 17    | DEL   | Milovan Mirosevic  | 85' |
| 9     | DEL   | Sebastián González | 66' |
| D. T. | D. T. | Juvenal Olmos      |     |

| 19 | MED | Diego            | 63' |
| 21 | DEL | Ricardo Oliveira | 63' |
| 13 | DEF | Maicon           | 80' |

| 10 | MED | Luis Jiménez    | 46' |
| 15 | DEL | Héctor Mancilla | 66' |
| 22 | DEL | Patricio Galaz  | 85' |

| 89' | Luís Fabiano | 1:0 |

| 22' · 49' · 65' · 86' · 89' | Juan Júlio César Mancini Diego Edu |

| 17' · 38' · 65' · 82' | Moisés Villarroel Jonatan Cisternas Luis Fuentes Rodrigo Meléndez |

| Principal  | Marco Antonio Rodríguez |
| Asistentes | Winston Reátegui        |
|            | Freddy Viltty           |
| Cuarto     | René Ortubé             |

#### Paraguay vs Chile
| 1     | POR   | Justo Villar        |     |
| 18    | DEF   | Derlis González     |     |
| 15    | DEF   | Pedro Benítez       |     |
| 4     | DEF   | Carlos Gamarra      |     |
| 14    | DEF   | Ernesto Cristaldo   |     |
| 21    | MED   | Aureliano Torres    |     |
| 13    | MED   | Carlos Paredes      |     |
| 8     | MED   | Edgar Barreto       |     |
| 10    | MED   | Diego Figueredo     | 67' |
| 9     | DEL   | Fredy Bareiro       | 80' |
| 19    | DEL   | Nelson Haedo Valdez | 65' |
| D. T. | D. T. | Carlos Jara         |     |

| 1     | POR   | Claudio Bravo      |     |
| 13    | DEF   | Ismael Fuentes     |     |
| 3     | DEF   | Luis Fuentes       |     |
| 19    | DEF   | Rafael Olarra      |     |
| 4     | DEF   | Rodrigo Pérez      | 46' |
| 6     | MED   | Clarence Acuña     | 63' |
| 18    | MED   | Rodrigo Meléndez   |     |
| 17    | MED   | Milovan Mirosevic  |     |
| 7     | MED   | Rodrigo Valenzuela |     |
| 9     | DEL   | Sebastián González |     |
| 22    | DEL   | Patricio Galaz     | 46' |
| D. T. | D. T. | Juvenal Olmos      |     |

| 20 | MED | Julio dos Santos | 65' |
| 7  | DEL | Dante López      | 67' |
| 2  | DEF | Emilio Martínez  | 80' |

| 20 | MED | Mauricio Aros   | 46' |
| 15 | DEL | Héctor Mancilla | 46' |
| 8  | MED | Rodrigo Millar  | 63' |

| 77' | Ernesto Cristaldo | 1:1 |

| 71' | Sebastián González | 0:1 |

| 63' | Nelson Haedo Valdez |

| 57' | Ismael Fuentes |

| Principal  | Gustavo Méndez   |
| Asistentes | Winston Reátegui |
|            | Freddy Viltty    |
| Cuarto     | René Ortubé      |

| 1     | POR   | Justo Villar        |     |
| 18    | DEF   | Derlis González     |     |
| 15    | DEF   | Pedro Benítez       |     |
| 4     | DEF   | Carlos Gamarra      |     |
| 14    | DEF   | Ernesto Cristaldo   |     |
| 21    | MED   | Aureliano Torres    |     |
| 13    | MED   | Carlos Paredes      |     |
| 8     | MED   | Edgar Barreto       |     |
| 10    | MED   | Diego Figueredo     | 67' |
| 9     | DEL   | Fredy Bareiro       | 80' |
| 19    | DEL   | Nelson Haedo Valdez | 65' |
| D. T. | D. T. | Carlos Jara         |     |

| 1     | POR   | Claudio Bravo      |     |
| 13    | DEF   | Ismael Fuentes     |     |
| 3     | DEF   | Luis Fuentes       |     |
| 19    | DEF   | Rafael Olarra      |     |
| 4     | DEF   | Rodrigo Pérez      | 46' |
| 6     | MED   | Clarence Acuña     | 63' |
| 18    | MED   | Rodrigo Meléndez   |     |
| 17    | MED   | Milovan Mirosevic  |     |
| 7     | MED   | Rodrigo Valenzuela |     |
| 9     | DEL   | Sebastián González |     |
| 22    | DEL   | Patricio Galaz     | 46' |
| D. T. | D. T. | Juvenal Olmos      |     |

| 20 | MED | Julio dos Santos | 65' |
| 7  | DEL | Dante López      | 67' |
| 2  | DEF | Emilio Martínez  | 80' |

| 20 | MED | Mauricio Aros   | 46' |
| 15 | DEL | Héctor Mancilla | 46' |
| 8  | MED | Rodrigo Millar  | 63' |

| 77' | Ernesto Cristaldo | 1:1 |

| 71' | Sebastián González | 0:1 |

| 63' | Nelson Haedo Valdez |

| 57' | Ismael Fuentes |

| Principal  | Gustavo Méndez   |
| Asistentes | Winston Reátegui |
|            | Freddy Viltty    |
| Cuarto     | René Ortubé      |

| 1     | POR   | Justo Villar        |     |
| 18    | DEF   | Derlis González     |     |
| 15    | DEF   | Pedro Benítez       |     |
| 4     | DEF   | Carlos Gamarra      |     |
| 14    | DEF   | Ernesto Cristaldo   |     |
| 21    | MED   | Aureliano Torres    |     |
| 13    | MED   | Carlos Paredes      |     |
| 8     | MED   | Edgar Barreto       |     |
| 10    | MED   | Diego Figueredo     | 67' |
| 9     | DEL   | Fredy Bareiro       | 80' |
| 19    | DEL   | Nelson Haedo Valdez | 65' |
| D. T. | D. T. | Carlos Jara         |     |

| 1     | POR   | Claudio Bravo      |     |
| 13    | DEF   | Ismael Fuentes     |     |
| 3     | DEF   | Luis Fuentes       |     |
| 19    | DEF   | Rafael Olarra      |     |
| 4     | DEF   | Rodrigo Pérez      | 46' |
| 6     | MED   | Clarence Acuña     | 63' |
| 18    | MED   | Rodrigo Meléndez   |     |
| 17    | MED   | Milovan Mirosevic  |     |
| 7     | MED   | Rodrigo Valenzuela |     |
| 9     | DEL   | Sebastián González |     |
| 22    | DEL   | Patricio Galaz     | 46' |
| D. T. | D. T. | Juvenal Olmos      |     |

| 20 | MED | Julio dos Santos | 65' |
| 7  | DEL | Dante López      | 67' |
| 2  | DEF | Emilio Martínez  | 80' |

| 20 | MED | Mauricio Aros   | 46' |
| 15 | DEL | Héctor Mancilla | 46' |
| 8  | MED | Rodrigo Millar  | 63' |

| 77' | Ernesto Cristaldo | 1:1 |

| 71' | Sebastián González | 0:1 |

| 63' | Nelson Haedo Valdez |

| 57' | Ismael Fuentes |

| Principal  | Gustavo Méndez   |
| Asistentes | Winston Reátegui |
|            | Freddy Viltty    |
| Cuarto     | René Ortubé      |

| 1     | POR   | Justo Villar        |     |
| 18    | DEF   | Derlis González     |     |
| 15    | DEF   | Pedro Benítez       |     |
| 4     | DEF   | Carlos Gamarra      |     |
| 14    | DEF   | Ernesto Cristaldo   |     |
| 21    | MED   | Aureliano Torres    |     |
| 13    | MED   | Carlos Paredes      |     |
| 8     | MED   | Edgar Barreto       |     |
| 10    | MED   | Diego Figueredo     | 67' |
| 9     | DEL   | Fredy Bareiro       | 80' |
| 19    | DEL   | Nelson Haedo Valdez | 65' |
| D. T. | D. T. | Carlos Jara         |     |

| 1     | POR   | Claudio Bravo      |     |
| 13    | DEF   | Ismael Fuentes     |     |
| 3     | DEF   | Luis Fuentes       |     |
| 19    | DEF   | Rafael Olarra      |     |
| 4     | DEF   | Rodrigo Pérez      | 46' |
| 6     | MED   | Clarence Acuña     | 63' |
| 18    | MED   | Rodrigo Meléndez   |     |
| 17    | MED   | Milovan Mirosevic  |     |
| 7     | MED   | Rodrigo Valenzuela |     |
| 9     | DEL   | Sebastián González |     |
| 22    | DEL   | Patricio Galaz     | 46' |
| D. T. | D. T. | Juvenal Olmos      |     |

| 20 | MED | Julio dos Santos | 65' |
| 7  | DEL | Dante López      | 67' |
| 2  | DEF | Emilio Martínez  | 80' |

| 20 | MED | Mauricio Aros   | 46' |
| 15 | DEL | Héctor Mancilla | 46' |
| 8  | MED | Rodrigo Millar  | 63' |

| 77' | Ernesto Cristaldo | 1:1 |

| 71' | Sebastián González | 0:1 |

| 63' | Nelson Haedo Valdez |

| 57' | Ismael Fuentes |

| Principal  | Gustavo Méndez   |
| Asistentes | Winston Reátegui |
|            | Freddy Viltty    |
| Cuarto     | René Ortubé      |

#### Costa Rica vs Chile
| 22    | POR   | Ricardo González   |     |
| 4     | DEF   | Alexander Castro   |     |
| 19    | DEF   | Mauricio Wright    |     |
| 3     | DEF   | Luis Marín Murillo |     |
| 12    | DEF   | Leonardo González  | 46' |
| 20    | MED   | Douglas Sequeira   |     |
| 14    | MED   | Christian Badilla  | 46' |
| 17    | MED   | Steven Bryce       | 76' |
| 10    | MED   | Walter Centeno     |     |
| 7     | MED   | Alonso Solís       |     |
| 21    | DEL   | Andy Herron        |     |
| D. T. | D. T. | Jorge Luis Pinto   |     |

| 12    | POR   | Álex Varas         |     |
| 13    | DEF   | Ismael Fuentes     |     |
| 3     | DEF   | Luis Fuentes       |     |
| 19    | DEF   | Rafael Olarra      |     |
| 4     | DEF   | Rodrigo Pérez      | 71' |
| 6     | MED   | Clarence Acuña     | 46' |
| 8     | MED   | Rodrigo Millar     | 71' |
| 7     | MED   | Rodrigo Valenzuela |     |
| 10    | MED   | Luis Jiménez       |     |
| 15    | DEL   | Héctor Mancilla    |     |
| 9     | DEL   | Sebastián González |     |
| D. T. | D. T. | Juvenal Olmos      |     |

| 15 | DEF | Júnior Díaz    | 46' |
| 5  | DEL | Whayne Wilson  | 46' |
| 9  | DEL | Álvaro Saborío | 76' |

| 18 | MED | Rodrigo Meléndez  | 46' |
| 17 | MED | Milovan Mirosevic | 71' |
| 20 | MED | Mauricio Aros     | 71' |

| 59' · 90+3' | Mauricio Wright Andy Herron | 1:1 2:1 |

| 40' | Rafael Olarra | 0:1 |

| 21' · 36' · 38' · 80' | Alonso Solís Christian Badilla Leonardo González Júnior Díaz |

| 45' · 86' · 89' | Héctor Mancilla Luis Jiménez Rodrigo Meléndez |

| Principal  | René Ortubé       |
| Asistentes | Freddy Viltty     |
|            | Francisco Rocchio |
| Cuarto     | Héctor Baldassi   |

| 22    | POR   | Ricardo González   |     |
| 4     | DEF   | Alexander Castro   |     |
| 19    | DEF   | Mauricio Wright    |     |
| 3     | DEF   | Luis Marín Murillo |     |
| 12    | DEF   | Leonardo González  | 46' |
| 20    | MED   | Douglas Sequeira   |     |
| 14    | MED   | Christian Badilla  | 46' |
| 17    | MED   | Steven Bryce       | 76' |
| 10    | MED   | Walter Centeno     |     |
| 7     | MED   | Alonso Solís       |     |
| 21    | DEL   | Andy Herron        |     |
| D. T. | D. T. | Jorge Luis Pinto   |     |

| 12    | POR   | Álex Varas         |     |
| 13    | DEF   | Ismael Fuentes     |     |
| 3     | DEF   | Luis Fuentes       |     |
| 19    | DEF   | Rafael Olarra      |     |
| 4     | DEF   | Rodrigo Pérez      | 71' |
| 6     | MED   | Clarence Acuña     | 46' |
| 8     | MED   | Rodrigo Millar     | 71' |
| 7     | MED   | Rodrigo Valenzuela |     |
| 10    | MED   | Luis Jiménez       |     |
| 15    | DEL   | Héctor Mancilla    |     |
| 9     | DEL   | Sebastián González |     |
| D. T. | D. T. | Juvenal Olmos      |     |

| 15 | DEF | Júnior Díaz    | 46' |
| 5  | DEL | Whayne Wilson  | 46' |
| 9  | DEL | Álvaro Saborío | 76' |

| 18 | MED | Rodrigo Meléndez  | 46' |
| 17 | MED | Milovan Mirosevic | 71' |
| 20 | MED | Mauricio Aros     | 71' |

| 59' · 90+3' | Mauricio Wright Andy Herron | 1:1 2:1 |

| 40' | Rafael Olarra | 0:1 |

| 21' · 36' · 38' · 80' | Alonso Solís Christian Badilla Leonardo González Júnior Díaz |

| 45' · 86' · 89' | Héctor Mancilla Luis Jiménez Rodrigo Meléndez |

| Principal  | René Ortubé       |
| Asistentes | Freddy Viltty     |
|            | Francisco Rocchio |
| Cuarto     | Héctor Baldassi   |

| 22    | POR   | Ricardo González   |     |
| 4     | DEF   | Alexander Castro   |     |
| 19    | DEF   | Mauricio Wright    |     |
| 3     | DEF   | Luis Marín Murillo |     |
| 12    | DEF   | Leonardo González  | 46' |
| 20    | MED   | Douglas Sequeira   |     |
| 14    | MED   | Christian Badilla  | 46' |
| 17    | MED   | Steven Bryce       | 76' |
| 10    | MED   | Walter Centeno     |     |
| 7     | MED   | Alonso Solís       |     |
| 21    | DEL   | Andy Herron        |     |
| D. T. | D. T. | Jorge Luis Pinto   |     |

| 12    | POR   | Álex Varas         |     |
| 13    | DEF   | Ismael Fuentes     |     |
| 3     | DEF   | Luis Fuentes       |     |
| 19    | DEF   | Rafael Olarra      |     |
| 4     | DEF   | Rodrigo Pérez      | 71' |
| 6     | MED   | Clarence Acuña     | 46' |
| 8     | MED   | Rodrigo Millar     | 71' |
| 7     | MED   | Rodrigo Valenzuela |     |
| 10    | MED   | Luis Jiménez       |     |
| 15    | DEL   | Héctor Mancilla    |     |
| 9     | DEL   | Sebastián González |     |
| D. T. | D. T. | Juvenal Olmos      |     |

| 15 | DEF | Júnior Díaz    | 46' |
| 5  | DEL | Whayne Wilson  | 46' |
| 9  | DEL | Álvaro Saborío | 76' |

| 18 | MED | Rodrigo Meléndez  | 46' |
| 17 | MED | Milovan Mirosevic | 71' |
| 20 | MED | Mauricio Aros     | 71' |

| 59' · 90+3' | Mauricio Wright Andy Herron | 1:1 2:1 |

| 40' | Rafael Olarra | 0:1 |

| 21' · 36' · 38' · 80' | Alonso Solís Christian Badilla Leonardo González Júnior Díaz |

| 45' · 86' · 89' | Héctor Mancilla Luis Jiménez Rodrigo Meléndez |

| Principal  | René Ortubé       |
| Asistentes | Freddy Viltty     |
|            | Francisco Rocchio |
| Cuarto     | Héctor Baldassi   |

| 22    | POR   | Ricardo González   |     |
| 4     | DEF   | Alexander Castro   |     |
| 19    | DEF   | Mauricio Wright    |     |
| 3     | DEF   | Luis Marín Murillo |     |
| 12    | DEF   | Leonardo González  | 46' |
| 20    | MED   | Douglas Sequeira   |     |
| 14    | MED   | Christian Badilla  | 46' |
| 17    | MED   | Steven Bryce       | 76' |
| 10    | MED   | Walter Centeno     |     |
| 7     | MED   | Alonso Solís       |     |
| 21    | DEL   | Andy Herron        |     |
| D. T. | D. T. | Jorge Luis Pinto   |     |

| 12    | POR   | Álex Varas         |     |
| 13    | DEF   | Ismael Fuentes     |     |
| 3     | DEF   | Luis Fuentes       |     |
| 19    | DEF   | Rafael Olarra      |     |
| 4     | DEF   | Rodrigo Pérez      | 71' |
| 6     | MED   | Clarence Acuña     | 46' |
| 8     | MED   | Rodrigo Millar     | 71' |
| 7     | MED   | Rodrigo Valenzuela |     |
| 10    | MED   | Luis Jiménez       |     |
| 15    | DEL   | Héctor Mancilla    |     |
| 9     | DEL   | Sebastián González |     |
| D. T. | D. T. | Juvenal Olmos      |     |

| 15 | DEF | Júnior Díaz    | 46' |
| 5  | DEL | Whayne Wilson  | 46' |
| 9  | DEL | Álvaro Saborío | 76' |

| 18 | MED | Rodrigo Meléndez  | 46' |
| 17 | MED | Milovan Mirosevic | 71' |
| 20 | MED | Mauricio Aros     | 71' |

| 59' · 90+3' | Mauricio Wright Andy Herron | 1:1 2:1 |

| 40' | Rafael Olarra | 0:1 |

| 21' · 36' · 38' · 80' | Alonso Solís Christian Badilla Leonardo González Júnior Díaz |

| 45' · 86' · 89' | Héctor Mancilla Luis Jiménez Rodrigo Meléndez |

| Principal  | René Ortubé       |
| Asistentes | Freddy Viltty     |
|            | Francisco Rocchio |
| Cuarto     | Héctor Baldassi   |